# NGC 5603
NGC 5603 (другие обозначения — NGC 5603A, 1ZW 86, UGC 9217, IRAS14210+4036, MCG 7-30-8, ZWG 220.11, PGC 51382) — линзообразная галактика (S0) в созвездии Волопас.
Этот объект занесён в новый общий каталог несколько раз, с обозначениями NGC 5603, NGC 5603A.
Этот объект входит в число перечисленных в оригинальной редакции «Нового общего каталога».